# Schreckenstèinids
Els schreckenstèinids (Schreckensteiniidae) són una família de lepidòpters glossats del clade Ditrysia, l'única de la superfamília dels schreckensteinioïdeus (Schreckensteinioidea). Es caracteritza per les espines dures de les potes posteriors.
Les relacions d'aquesta família dins del grup Apoditrysia són actualment incertes. Una de les espècies, Schreckensteinia festaliella, es pot trobar de forma generalitzada i comuna a tot Europa i s'ha introduït com a control biològic a Hawaii, mentre que tres espècies de Corsocasis es troben al sud-est asiàtic.